# Mrzel
Mrzel je priimek več znanih Slovencev:
- Aleš Mrzel, motoristični dirkač
- Ivan Mrzel (*1937), veterinar
- Jerca Mrzel (*1945), igralka, pevka, političarka
- Ludvik Mrzel (1904—1971), pesnik in pisatelj, publicist, politični zapornik
- Milan Mrzel, knjigovez